# Semenište
Semenište (makedonska: Семениште) är en ort i Nordmakedonien. Den ligger i kommunen Saraj, i den centrala delen av landet, 15 kilometer väster om huvudstaden Skopjes centrum. Semenište ligger 506 meter över havet och antalet invånare är 408.